# بانچ (اکلاهما)
بانچ (به انگلیسی: Bunch) یک منطقهٔ مسکونی در ایالات متحده آمریکا است که در شهرستان ادیر، اکلاهما واقع شده‌است. بانچ ۲۳۸٫۰۵ متر بالاتر از سطح دریا واقع شده‌است.